# President Fetch
President Fetch er en dansk punkgruppe fra København dannet i efteråret 1986 som solo projekt af Chris "Ant" Juris, og efterfølgende med de første medlemmer  Per Eriksen,  Anderz Nielsen og Martin "Morgengrim" Larsen.
President Fetch blev dannet tilbage i 80’ernes København som hardcore band i samme stil som den amerikanske punkscene i 80’erne. Efter at have udgivet et 28 sangs demobånd og bidraget med 5 numre til den franske opsamling [La Nouvelle Frontier… Pas De Frontier], skabte gruppen hurtigt opmærksomhed i udlandet. [Tyskland], [Holland] og [Schweiz] tog især imod det danske punk-band, som også var det første band fra vesten, der spillede i [Polen].
I 1989 udgav bandet debut albummet  The Eternal Need of… og efterfølgeren  Harsh i 1991. Derefter fulgte en længere pause op til 1999, hvor 7” singlen Super Heroine Blonde blev udgivet.
Bandet udgav i 2007 albummet Cruel Beats...Gently Slumbering.

## Medlemmer gennem tiden
- Chris "Ant" Juris (vokal), 1986-90 (Snuff Pop Inc. og Misanthropic Charity)
- Per Eriksen (guitar), 1986-?
- Martin "Morgengrim" Larsen (trommer), 1986-89 (Squirm)
- Anderz Nielsen (bas), 1987- (Disaster / Enola Gay / (Misanthropic Charity)
- Morten "266" Groser (trommer), 1989-91
- Molle (vokal), 1996- (Gods Elevator)
- Carsten (trommer), 1996- (Kalashnikov)
- Jens (guitar), 1992- (Boghandle / Gighandi)

## Diskografi

### Album
- 'The Eternal Need of...'], 1989
- 'Harsh, 1993
- Cruel Beats...Gently Slumbering, 2007
- Stamina, 2012
- Leather Daddy  2016